# 밀링 머신

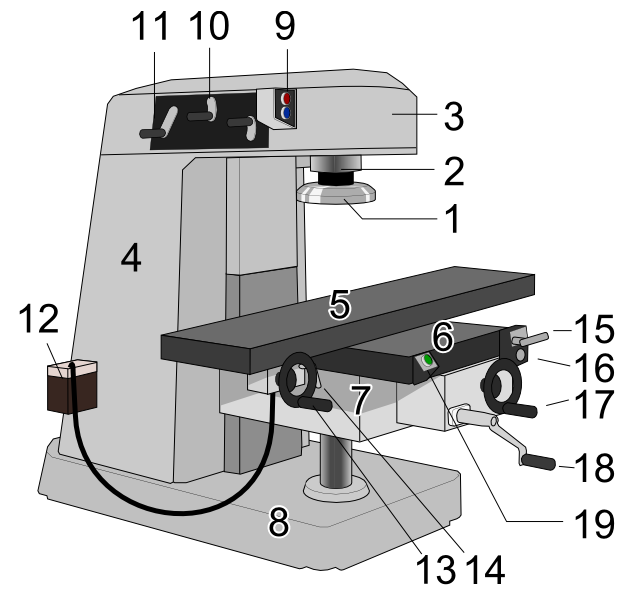
밀링 머신

밀링머신(milling machine) 또는 프레이즈반(fraise盤)은 주축에 고정된 주축회전축을 회전시키고, 테이블에 고정한 가공물에 절삭 깊이와 힘을 주어 가공물을 필요한 형상으로 소성절삭하는 공작기기기계이다.